# トゥースラ湖
トゥースラ湖 (フィンランド語: Tuusulanjärvi, スウェーデン語: Tusby träsk)はフィンランドの湖である。ウーシマー県ヘルシンキ郡のトゥースラとヤルヴェンパーの境界に位置する。面積は6.0平方キロメートル。20世紀初頭以来、トゥースラ湖畔は芸術家村となっている。ジャン・シベリウス、ユハニ・アホ、ペッカ・ハロネン、エーロ・ヤルネフェルト、ヨーナス・コッコネン、アレクシス・キヴィが湖岸に居を構えていた。
1970年代初頭より、トゥースラ湖水質保全協会がトゥースラ湖の富栄養化を食い止めるために活動している。冬季の曝気とコイ科魚類の除去に加えて、1992年には水質改善のための活動の一部としてパイエンネ地下水道(en:Päijänne Water Tunnel)からの水が湖に供給されている。